# سيلاس سي. هاتش
سيلاس سي. هاتش هو سياسي أمريكي، ولد في 28 مارس 1821 في بانجور في الولايات المتحدة، وتوفي بنفس المكان في 27 يوليو 1890. انتخب أمين صندوق الدولة ‏ وانتخب Maine State Treasurer ‏ (1874 – 1876).